# Pathfinder (gioco di ruolo)
Pathfinder è un gioco di ruolo pubblicato dalla Paizo Publishing. La prima edizione del gioco, basata sull'edizione 3.5 di Dungeons & Dragons, è stata distribuita nel 2009 con il titolo Pathfinder Roleplaying Game, in italiano Pathfinder gioco di ruolo (abbreviato PFGDR). Nell'agosto 2018 è stata pubblicata la seconda edizione del gioco. Entrambe le versioni derivano dalla System Reference Document di Wizards of the Coast e sono distribuite secondo la Open Gaming License.
A novembre 2023 viene avviato un progetto di rimasterizzazione della seconda edizione volto a discostarsi dalla System Reference Document a seguito del tentativo di ritiro della Open Gaming License messo in atto da Wizards of the Coast a gennaio 2023 (poi ritirato dopo una notevole insurrezione della fanbase), la nuova versione nota come "Pathfinder Second Edition Remaster" viene rilasciata secondo la nuova licenza Open RPG Creative License (in breve ORC).
L'edizione italiana è stata curata inizialmente da Wyrd Edizioni, per passare nel dicembre 2011 a Giochi Uniti.
A dicembre 2016 Pathfinder (prima edizione) è stato tradotto in italiano, francese, tedesco, spagnolo, portoghese, cinese, ebraico, russo, bielorusso, kazako e ucraino.
La Paizo Publishing, oltre a numerosi supplementi supporta Pathfinder RPG con campagne dette Pathfinder Adventure Path, che portano i personaggi dal primo livello fino anche al ventesimo. Periodicamente incomincia una nuova campagna costituita da tre o sei moduli pubblicati con cadenza mensile. L'ambientazione ufficiale di Pathfinder è Golarion pubblicata inizialmente nel Pathfinder Chronicles Campaign Setting per Dungeons & Dragons e successivamente nell'Inner Sea World Guide per Pathfinder e in Pathfinder Lost Omens: World Guide per Pathfinder Seconda Edizione.
Il gioco ha ottenuto un ottimo successo, raggiungendo negli Stati Uniti le vendite di Dungeons & Dragons nel 2010 e superandole nel 2012, anche se questo è in parte dovuto al completo collasso delle pubblicazioni di D&D nel 2011 e alla chiusura della quarta edizione nel 2012. Ad agosto 2014 era ancora in cima alle classifica di vendita dei giochi di ruolo.

## Storia editoriale

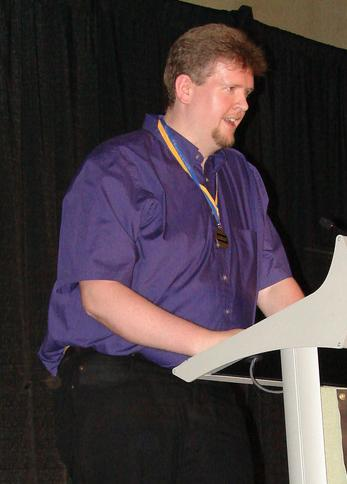
Jason Bulmahn

A inizio 2008 era imminente la pubblicazione della quarta edizione di Dungeons & Dragons, ma la Wizards of the Coast non aveva ancora annunciato nulla di concreto sul futuro delle licenze di pubblicazione di prodotti di terze parti, lasciando nell'incertezza sul futuro la Paizo Publishing e le altre ditte che producevano prodotti legati a Dungeons & Dragons. Nel corso di una riunione dello staff della Paizo Jason Bulmahn convinse tutti a pubblicare una propria revisione delle regole di D&D 3.5 su cui stava lavorando come progetto personale nel tempo libero dall'ottobre 2007 in modo da avere un proprio gioco di ruolo basato sul d20 System che liberasse la Paizo dalla dipendenza della licenza che sarebbe stata adottata dalla Wizards of the Coast.
Dopo qualche settimana di lavoro il 18 marzo 2008 il progetto fu reso pubblico, distribuendo in contemporanea in download gratuito la versione alfa del regolamento (Pathfinder Roleplaying Game Alpha Playtest 1) in formato PDF per permetterne il playtesting e raccogliere i commenti dei giocatori su un forum dedicato. A questo primo documento seguirono due altre versioni alfa e una versione beta che fu anche stampata e pubblicata in tempo per la vendita alla Gen Con 2008. La pubblicazione della versione beta delle regole in contemporanea con la pubblicazione della quarta edizione di D&D permise alla Paizo di agganciare giocatori che altrimenti si sarebbero rivolti alla nuova edizione di D&D e le diede un anno di tempo per effettuare un playtesting più accurato delle regole prima di dare loro una forma definitiva Più di 50000 persone scaricarono le regole e la Paizo dichiarò che ciò le ha permesso di effettuare il più grande playtest aperto di un gioco di ruolo di tutti i tempi.
Il manuale base del regolamento, pubblicato nell'agosto 2009, incorporava in un unico testo quelli che per Dungeons & Dragons erano il Manuale del Giocatore e la Guida del Dungeon Master. Fece subito seguito il Bestiary (che rimpiazzava il Manuale dei mostri) in ottobre. Da subito tutte le linee editoriali della Paizo, tra cui principalmente i Pathfinder Adventure Path, supportarono il nuovo regolamento. Dalla pubblicazione del manuale base, la Paizo ha pubblicato con regolarità nuovi manuali, i quali ampliano le regole in varie direzioni: nuovi bestiari (sei in tutto), nuove opzioni per i personaggi (Advanced Player's Guide, Advanced Race Guide, Ultimate Magic, Ultimate Combat ecc.), informazioni approfondite e dettagliate dell'ambientazione Golarion (la collana dei Pathfinder Chronicles e soprattutto l'Inner Sea World Guide) ecc.
Il successo di Pathfinder RPG fu immenso, tanto da scalzare Dungeons & Dragons dal trono di miglior gioco di ruolo fantasy per qualche anno. Questo successo fu dovuto alla solida fanbase di cui godeva la versione 3.5 dello stesso Dungeons & Dragons, poiché presentandosi come un'edizione compatibile con tutto il materiale pubblicato per D&D 3.5 e soprattutto come edizione rivista e corretta nelle criticità (ad esempio nelle prove di lotta), il passo per i giocatori fu breve. Per questo è stata soprannominata da molti D&D 3.75 e vera erede della mitica 3.5.
Oltre all'attaccamento dei giocatori per la 3.5, la Paizo deve il suo successo al clamoroso flop della Quarta edizione di D&D, la quale avrebbe dovuto sostituire la 3.5, ma che incontrò un generale dissenso della community.
A marzo 2018 la Paizo ha annunciato una seconda edizione di Pathfinder. Il lancio del playtest a livello mondiale è avvenuto il 2 agosto 2018 ed è durato circa sei mesi. Il primo agosto 2019 è stata pubblicata la seconda edizione del gioco.
In italiano la seconda edizione è pubblicata da Giochi Uniti, la quale ha reso disponibili le copie di playtest nel novembre 2018 e ha annunciato la pubblicazione nel marzo 2019. La nuova edizione sarebbe dovuta uscire durante il Modena Play 2020, ma vista la sospensione dell'evento per via dell'emergenza Covid-19, il lancio è slittato al 5 maggio 2020.
Il 12 gennaio 2023 la Paizo annuncia che Pathfinder non verrà più pubblicato con licenza OGL di proprietà di Wizards of the Coast, ma sotto licenza Open RPG Creative Licence (ORC), creata in collaborazione con altre case produttrici e controllata da un'associazione esterna (quindi non sotto il controllo di Paizo o altra casa produttrice), in seguito al tentativo (poi ritirato) da parte di Wizards of the Coast di revocare l'autorizzazione dell'OGL 1.0(a), aggiornandola con nuovi termini più restrittivi.
Il 15 novembre 2023 vengono rilasciati il Player Core e il GM Core primi manuali di una revisione della seconda edizione per distaccarsi completamente dalla ogl, rilasciati secondo la nuova licenza ORC.

## Caratteristiche

### Prima edizione
La prima edizione del gioco Pathfinder RPG è progettata per essere compatibile con l'estesa mole di espansioni disponibili per D&D 3.5. Questo ha permesso di mantenere una base di clienti per il materiale prodotto dalla Paizo.
Per convertire personaggi di D&D 3.5 a Pathfinder (prima edizione), la Paizo Publishing offre in download dal suo sito una guida di 16 pagine).
Dopo la pubblicazione della seconda edizione, la Paizo offre una guida per convertire i personaggi dalla prima alla seconda.
Il regolamento della prima edizione presentava delle modifiche rispetto a D&D 3.5, per ripulire e semplificare alcune parti problematiche del gioco, in particolare le regole sulle manovre in combattimento e quelle sul polimorfismo; rendere più interessanti tutte le classi, cercando di eliminare i livelli morti (quelli in cui non si guadagnano nuovi poteri) e offrendo più scelte per personalizzare il personaggio. Sono state aggiunte nuove opzioni e alcuni cambiamenti sono stati introdotti per migliorare il bilanciamento tra gli elementi di gioco raggiungendo in generale un buon compromesso tra le novità e la compatibilità con le vecchie regole.
Per esempio:
- Il dado vita di ogni classe è legato alla progressione del bonus di attacco base (eccetto per il d12 del barbaro), quindi il bardo, il ranger, il ladro, hanno un dado vita più alto, migliorando la sopravvivenza di queste classi, specialmente ai bassi livelli del gioco.
- Le regole per le "manovre in combattimento" che non causano danni come sbilanciare, disarmare e oltrepassare, che erano lente e complicate nella 3.5, sono state semplificate e unificate. I personaggi hanno semplicemente un Bonus da Manovra in Combattimento (BMC) che va tirato contro la Difesa da Manovra in Combattimento (DMC) dell'avversario.
- Gli incantesimi di metamorfosi sono stati semplificati, con nuovi gruppi di incantesimi come Forma bestiale N e  Corpo elementale N sostituendo le regole di forma selvatica della 3.5.
- Il sistema di abilità è stato semplificato. I personaggi ricevono semplicemente bonus di +3 per abilità di classe con addestramento; invece di punti abilità i personaggi ricevono gradi abilità, che possono essere investiti in maniera uguale sia nelle abilità di classe, sia in quelle non di classe. Molti gruppi di abilità sono stati uniti, come Ascoltare, Cercare e Osservare (riuniti in Percezione) o Muoversi Silenziosamente e Nascondersi (riuniti in Furtività).
- I personaggi non perdono mai esperienza. Creare oggetti non richiede di spendere punti esperienza ma piuttosto di consumare costosi componenti magici. La perdita di punti esperienza è stata sostituita da dei livelli negativi permanenti, che sono costosi da curare, ma recuperabili. In aggiunta, non ci sono penalità ai punti esperienza per personaggi multiclasse; la penalità per aver intrapreso più classi è stata sostituita da un beneficio in punti ferita o punti abilità per chi sceglie una sola classe.
- I personaggi muoiono meno facilmente: un personaggio muore a un valore di punti ferita negativi pari al suo valore di costituzione, si stabilizza con un tiro di costituzione a CD 10 + il valore di punti ferita negativi raggiunto e la soglia per morire a causa del danno massiccio è incrementata per personaggi con maggiori punti ferita.

## Manuali

### Prima edizione (2009)
Principali manuali pubblicati da Paizo Publishing:
- Pathfinder RPG Core Rulebook, agosto 2009. 576 pagine. Manuale base del regolamento, contiene tutte le regole necessarie ai giocatori e al master. La prima edizione originale è andata esaurita in dieci giorni dalla data di pubblicazione.[26][27].
- Bestiary, ottobre 2009, 328 pagine. La versione Pathfinder del Manuale dei mostri di Dungeons and Dragons. Include più di 350 mostri.[28]
- GameMastery Guide, giugno 2010, 320 pagine. Manuale indirizzato ai game master con suggerimenti, linee guida e regole addizionali.[29]
- Advanced Player's Guide, agosto 2010, 320 pagine. Contiene regole avanzate, nuove classi, talenti, incantesimi, equipaggiamento e manovre in combattimento.[30]
- Bestiary 2, dicembre 2010, 320 pagine. Aggiunge più di 300 altri mostri al gioco.[31]
- Ultimate Magic, maggio 2011, 256 pagine. Aggiunge nuove opzioni alle 14 classi incantatrici del gioco, 100 nuovi incantesimi e nuovi talenti; include anche nuove linee di sangue, domini druidici, nuovi famigli e molto altro.[32]
- Ultimate Combat, agosto 2011, 256 pagine. Aggiunge nuove opzioni alle 14 classi combattenti del gioco, 3 nuove classi base e centinaia di nuovi talenti orientati al combattimento; include anche nuove regole per gestire i combattimenti su veicoli e molto altro.[33]
- Beginner Box, ottobre 2011. Questa scatola contiene al suo interno due manuali di 64 (giocatore) e 96 (master) pagine contenenti una versione ristretta del regolamento più una mappa, dei segnalini in cartone, un set di dadi e delle schede sia vuote, sia con personaggi pregenerati, ed è pensata per introdurre nuovi giocatori a pathfinder.[34]
- Bestiary 3, dicembre 2011, 320 pagine. Aggiunge più di 300 altri mostri al gioco, di cui buona parte legati all'espansione orientale dell'ambientazione in fase di sviluppo.[35]
- Advanced Race Guide, giugno 2012, 256 pagine. Aggiunge 30 nuove razze al gioco, più opzioni ed equipaggiamento per le 7 razze base, inoltre sono presenti le regole per crearsi le proprie razze personalizzate.[36]
- Player Character Folio, luglio 2012, 20 pagine. Una speciale scheda del personaggio su 16 pagine con diagrammi esemplificativi per calcolare i valori e porzioni e tabelle delle parti più usate del regolamento.[37]
- Bestiary Box, agosto 2012. Contiene più di 300 miniature in cartoncino di creature provenienti dal Bestiary, lo stile e la qualità sono gli stessi delle miniature viste nella Beginner Box.[38]
- Ultimate Equipment, agosto 2012, 400 pagine. Contiene migliaia di oggetti, magici e non magici, raccolti dalle varie pubblicazioni precedenti più dei nuovi oggetti il tutto catalogato accuratamente, nuovi materiali speciali e caratteristiche magiche per gli oggetti, un nuovo sistema di generazione dei tesori.[39]
- NPC Codex, novembre 2012, 320 pagine. Contiene le statistiche di più di 300 personaggi non giocanti di cui almeno uno per ogni livello di ogni classe del Manuale di Gioco.[40]
- Ultimate Campaign, maggio 2013, 256 pagine. Contiene spunti per campagne (onore, reputazione, costruzione di regni, battaglie di massa, gestione di domini e altro).[41]
- NPC Codex Box, luglio 2013. Contiene più di 400 miniature in cartoncino di npc provenienti dal NPC Codex, lo stile e la qualità sono gli stessi delle miniature viste nella Beginner Box.[42]
- Mythic Adventures, agosto 2013, 256 pagine. Contiene le regole per giocare personaggi mitici dai bassi livelli a quelli più alti.[43]
- Bestiary 2 Box, settembre 2013. Contiene più di 300 miniature in cartoncino di creature provenienti dal Bestiary 2, lo stile e la qualità sono gli stessi delle miniature viste nella Beginner Box.[44]
- Bestiary 4, ottobre 2013, 320 pagine. Aggiunge più di 300 altri mostri al gioco.[45]
- Bestiary 3 Box, gennaio 2014. Contiene più di 300 miniature in cartoncino di creature provenienti dal Bestiary 3, lo stile e la qualità sono gli stessi delle miniature viste nella Beginner Box.[46]
- Bestiary 4 Box, agosto 2014. Contiene più di 300 miniature in cartoncino di creature provenienti dal Bestiary 4, lo stile e la qualità sono gli stessi delle miniature viste nella Beginner Box.[47]
- Advanced Class Guide, settembre 2014, 256 pagine. Contiene 10 nuove classi "ibride", equipaggiamento talenti, incantesimi e oggetti magici.[48]
- Monster Codex, ottobre 2014, 256 pagine. Contiene 20 mostri classici rivisti per essere utilizzati a più livelli.[49]
- Strategy Guide, marzo 2015, 160 pagine. Contiene una guida alla creazione dei personaggi.[50]
- Pathfinder Unchained, aprile 2015, 256 pagine. Contiene nuove regole opzionali sullo stile di arcani rivelati.[51]
- Occult Adventures, agosto 2015, 272 pagine. Contiene sei nuove classi occulte con i relativi archetipi, nuovi talenti, magie, oggetti magici e nuove regole per gestire le partite legate all'occulto.[52]
- Monster Codex Box, ottobre 2015. Contiene più di 300 miniature in cartoncino di creature provenienti dal Monster Codex, lo stile e la qualità sono gli stessi delle miniature viste nella Beginner Box.[53]
- Bestiary 5, novembre 2015, 320 pagine. Aggiunge più di 300 altri mostri al gioco.[54]
- Ultimate Intrigue, marzo 2016. Contiene una nuova classe, talenti, incantesimi, equipaggiamento e nuove regole.[55]
- Bestiary 5 Box, maggio 2016. Contiene più di 300 miniature in cartoncino di creature provenienti dal Bestiary 5, lo stile e la qualità sono gli stessi delle miniature viste nella Beginner Box.[56]
- Horror Adventure, agosto 2016, 256 pagine. Contiene nuove opzioni di classe, template per mostri e nuove regole per campagne a tema horror.[57]
- Villain Codex, novembre 2016, 256 pagine. Contiene 20 organizzazioni criminali e i png che ne fanno parte.[58]
- Bestiary 6, aprile 2017, 320 pagine. Aggiunge più di 300 altri mostri al gioco.[59]
- Adventurer's Guide, maggio 2017, 192 pagine. Aggiunge 18 organizzazioni al gioco con relative classi di prestigio oggetti e altre opzioni per i giocatori. A differenza del resto della linea questo manuale inserisce parti ben precise di ambientazione legate al mondo di golarion.[60]
- Book of the Damned, settembre 2017, 288 pagine. Contiene informazioni su diavoli e demoni, compresi varie opzioni per i giocatori ad essi legati. A differenza del resto della linea questo manuale inserisce parti ben precise di ambientazione legate al mondo di golarion.[61]
- Ultimate Wilderness, novembre 2017, 258 pagine. Aggiunge una nuova classe, nuove opzioni per i personaggi e uno sguardo al regno fatato e come integrarlo nelle proprie campagne.[62]
- Planar Adventures, giugno 2018, 192 pagine. Aggiunge nuove opzioni per i personaggi e nuovi mostri.[63]

#### Edizione italiana
Fino a novembre 2011 l'edizione italiana è stata curata dalla Wyrd Edizioni che ha pubblicato:
- Pathfinder GdR Manuale di Gioco (Pathfinder RPG Core Rulebook), febbraio 2010, 616 pagine.
- Bestiario (Bestiary), giugno 2010, 328 pagine.
- Guida del Giocatore (Advanced Player Guide), giugno 2011, 360 pagine.
- Guida del Game Master (GameMastery Guide), ottobre 2011, 320 pagine.

Da dicembre 2011 l'edizione italiana passa in mano a Giochi Uniti che ha pubblicato:
- Pathfinder GdR Manuale di Gioco (Pathfinder RPG Core Rulebook, 4ª edizione), febbraio 2012, 616 pagine.
- Bestiario (Bestiary), novembre 2013, 328 pagine.
- Bestiario 2 (Bestiary 2), maggio 2012. 328 pagine.
- Guida alla Magia (Ultimate Magic), aprile 2013, 260 pagine.
- Guida al Combattimento (Ultimate Combat), agosto 2013, 264 pagine.
- Set Introduttivo (Beginner Box), novembre 2012.
- Bestiario 3 (Bestiary 3 ), novembre 2013, 328 pagine.
- Guida alle Razze (Advanced Race Guide), novembre 2015, 256 pagine.
- Guida all'Equipaggiamento (Ultimate Equipment), ottobre 2015, 400 pagine.
- Codice dei PNG (NPC Codex), giugno 2014, 320 pagine.
- Guida del Game Master (GameMastery Guide), ottobre 2015, 320 pagine.
- Guida del Giocatore (Advanced Player Guide), febbraio 2015, 360 pagine.
- Guida alla Campagna (Ultimate Campaign), agosto 2015, 256 pagine.
- Avventure Mitiche (Mythic Adventures), gennaio 2016, 256 pagine.
- Bestiario 4 (Bestiary 4), settembre 2016, 328 pagine.
- Guida alle Classi (Advanced Class Guide), novembre 2016, 256 pagine.
- Avventure Occulte (Occult Adventures), novembre 2017, 288 pagine.
- Pathfinder: Rivisitato (Pathfinder Unchained), novembre 2018, 276 pagine.
- Avventure dell'Orrore (Horror Adventure), novembre 2019, 302 pagine.

Ai manuali della linea principale qui riportati, si affiancano i manuali di ambientazione, i compendi per i giocatori, le avventure e gli Adventure Path.

### Seconda edizione (2019)
Principali manuali pubblicati da Paizo Publishing:
- Pathfinder RPG Core Rulebook, 1 agosto 2019, 640 pagine.
- Bestiary, 1 agosto 2019, 360 pagine.
- GameMastery Guide, 10 marzo 2020, 256 pagine.
- Bestiary 2, 16 giugno 2020, 320 pagine.
- Advanced Player's Guide, 30 luglio 2020, 272 pagine.
- Beginner Box, 11 novembre 2020, 72+88 pagine.
- Bestiary 3, 7 aprile 2021, 320 pagine.
- Secrets of Magic, 1 settembre 2021, 256 pagine.
- Guns & Gears, 13 ottobre 2021, 240 pagine.
- Book of the Dead, 27 aprile 2022, 224 pagine.
- Dark Archive, 27 luglio 2022, 224 pagine.
- Treasure Vault, 22 febbraio 2023, 224 pagine.
- Rage of Elements, 4 agosto 2023, 224 pagine.

#### Edizione italiana
- Pathfinder GdR Manuale di Gioco (Pathfinder RPG Core Rulebook), 5 maggio 2020, 640 pagine.
- Bestiario (Bestiary), 10 ottobre 2020, 360 pagine.
- Guida del Game Master (GameMastery Guide), 1 giugno 2021, 256 pagine.
- Bestiario 2 (Bestiary 2), 19 ottobre 2021, 316 pagine.
- Guida del Giocatore (Advanced Player's Guide), 18 novembre 2021, 272 pagine.
- Set Introduttivo (Beginner Box), 28 ottobre 2022, 72+88 pagine.
- Bestiario 3 (Bestiary 3), 28 ottobre 2022, 320 pagine.
- Segreti della Magia (Secrets of Magic), 11 aprile 2023, 256 pagine.
- Ferro e Fuoco (Guns & Gears), 2 ottobre 2023, 240 pagine.
- Libro dei Morti (Book of the Dead), 2 ottobre 2023, 224 pagine.
- Archivio Oscuro (Dark Archive), 13 aprile 2024, 224 pagine.
- La Sala del Tesoro (Treasure Vault), 25 settembre 2024, 224 pagine.
- La Furia degli Elementi (Rage of Elements), 11 marzo 2025, 240 pagine.

Ai manuali della linea principale qui riportati, si affiancano i manuali di ambientazione, le avventure e gli Adventure Path.

### Seconda Edizione Remaster (2023)
Principali manuali pubblicati da Paizo Publishing:
- Player Core, 15 novembre 2023, 464 pagine.
- GM Core, 15 novembre 2023, 336 pagine.
- Monster Core, 27 marzo 2024, 376 pagine.
- Howl of the Wild, 22 maggio 2024, 224 pagine.
- Player Core 2, 1 agosto 2024, 320 pagine.
- War of Immortals, 30 ottobre 2024, 224 pagine.
- Guns & Gears Remastered, 05 febbraio 2025, 256 pagine.
- NPC Core, 05 marzo 2025, 239 pagine.
- Treasure Vault Remastered, 4 giugno 2025, 224 pagine.
- Battlecry!, 31 luglio 2025, 224 pagine.
- Monster Core 2, 5 novembre 2025, 376 pagine.

L'edizione italiana della versione remaster è prevista per lucca 2025.

### Pathfinder Reference Document
La Paizo Publishing ha anche pubblicato una versione delle regole online, la Pathfinder Reference Document (PRD) che, come fu per il System Reference Document (SRD) collegato all'edizione 3.0 di Dungeons & Dragons, contiene il regolamento del gioco ed è liberamente consultabile online, sotto licenza Open Gaming License. A differenza di quanto avvenne per la SRD di D&D, che rimase invariata una volta pubblicata, il PRD di Pathfinder è costantemente aggiornato con il nuovo materiale pubblicato dalla Paizo Publishing.
Esiste una versione italiana della PRD di Pathfinder prima edizione, gestita da Giochi Uniti insieme con il forum 5° Clone. Seppur sia la PRD ufficiale per l'Italia, questa non è aggiornata con le regole via via pubblicate, ma contiene solamente le regole del Manuale di Gioco, del Bestiario 1 e della Guida del Giocatore.
Non esiste una PRD italiana ufficiale della seconda edizione.

## Riconoscimenti
I prodotti della linea Pathfinder hanno ottenuto diversi riconoscimenti, quelli che seguono sono quelli relativi ai manuali base.
- 2008: ENnie Award Oro alla versione alfa del regolamento per "il miglior prodotto gratuito o supplemento web".[66]
- 2010: ENnie Award Oro per "Miglior Gioco" e "Prodotto dell'anno" al regolamento nel suo complesso, "Miglior Illustrazioni Interne" e "Miglior Pubblicazione" al manuale base, "Miglior Copertina" e "Miglior Mostro/Avversario" al Bestiary, "Miglior Accessorio" allo schermo del master[67]
- 2011: ENnie Award Oro per "Miglior Mostro/Avversario" e "Miglior Pubblicazione" al Bestiary 2[68]
- 2012: ENnie Award Oro per "Miglior Pubblicazione" al Pathfinder Roleplaying Game Beginner Box[69]
- 2014: ENnie Award Oro per "Miglior Mostro/Avversario" al Bestiary 4, "Miglior Copertina" a Mythic Adventures e "Miglior Supplemento" all'Ultimate Campaign[70]

## Prodotti collegati
Dal 2010 la Paizo pubblica Pathfinder Tales una linea di romanzi collegati all'ambientazione.
In collaborazione con la WizKids la Paizo produce una linea di miniature in plastica predipinte, vendute in confezioni semicasuali, che si aggiunge alla linea di miniature in cartoncino dei Bestiary Box.
La Dynamite Entertainment pubblica dal 2012 una serie di fumetti basati su Pathfinder.
La Paizo pubblica Pathfinder Adventure Game (2013) un gioco di carte con meccaniche cooperative e di costruzione del mazzo.
Nel 2017 la Paizo ha pubblicato Starfinder, un gioco di ruolo di fantascienza, che è una sorta di sequel temporale ed erede di Pathfinder. Seppur ideato e pubblicizzato come gioco a sé (e non semplicemente "Pathfinder nello spazio"), condivide molti aspetti con Pathfinder, a partire dall'ambientazione e dalla possibilità di usufruire dei mostri presenti nei Bestiari.

### Videogiochi
Nel 2015 è stato lanciato Pathfinder Online, MMO sviluppato da Goblin Works, una compagnia collegata alla Paizo Publishing e diretta da Ryan Dancey. Una prima campagna su Kickstarter ha raccolto i fondi per produrre una demo del gioco, mentre una seconda campagna ha raccolto 1,3 milioni di dollari per poter finanziare lo sviluppo del gioco vero e proprio. Pathfinder Online si presenta come un MMORPG che mescola elementi themepark e sandbox. La prima alfa ufficiale è stata annunciata a giugno 2014 ed è stato ufficialmente lanciato nel 2015.
I server sono stati ufficialmente chiusi il 28 novembre 2021, decretando la fine del gioco.
Nel 2018 è stato pubblicato il gioco per PC Pathfinder: Kingmaker, basato sull'omonimo Adventure Path (in italiano Alba dei Re). Il 18 agosto 2020 il titolo è stato pubblicato anche su PlayStation 4 e Xbox One.
Nel marzo 2020 è stato finanziato su Kickstarter un altro gioco dagli stessi autori di Pathfinder: Kingmaker, basato sull'Adventure Path Wrath of the Righteous (in italiano Ira dei Giusti). Pathfinder: Wrath of the Righteous è stato pubblicato il 2 settembre 2021.